# 1953 год в авиации
Список событий в авиации в 1953 году.

## События
- 20 января — первый полёт стратегического бомбардировщика М-4 (командир экипажа лётчик-испытатель Ф. Ф. Опадчий)
- 7 марта — первый полёт советского реактивного штурмовика Ил-40.
- 7 апреля — первый полёт японского лёгкого многоцелевого самолёта Okamura N-52. Первый лёгкий самолёт полностью японской разработки и постройки, выпущенный после отмены ограничений в области авиационного строительства, наложенным на Японию по итогам Второй мировой войны.[1]
- 14 апреля — первый полёт первого серийного вертолёта ОКБ Н. И. Камова Ка-15 (лётчик-испытатель Д. К. Ефремов).
- 18 мая — первый полёт американского винтового авиалайнера для линий средней и большой протяжённости Douglas DC-7.
- 25 мая — первый полёт американского истребителя F-100 Супер Сейбр.
- 25 мая — сформирована американская пилотажная группа Буревестники.
- 10 июля — основана авиакомпания Ак Барс Аэро.
- 20 июля — первый полёт американского тактического бомбардировщика и разведчика Мартин B-57 «Канберра».
- 1 сентября — открыта первая в мире международная вертолётная авиалиния. Бельгийской авиакомпанией Sabena стали осуществляться полёты на вертолётах Sikorsky S-55 из Брюсселя в Лилль, Маастрихт и Роттердам.

## Персоны

### Скончались
- 19 марта — Швецов, Аркадий Дмитриевич, советский конструктор авиационных двигателей, доктор технических наук (1940), генерал-лейтенант инженерно-авиационной службы (1948). Герой Социалистического Труда (1942). Лауреат четырёх Сталинских премий (1942, 1943, 1946, 1948).
- 18 июня — Фонк, Рене Поль, французский лётчик-истребитель Первой мировой войны, с 75 сбитыми самолётами противника является асом № 1 Антанты и вторым асом всей войны (после Манфреда фон Рихтгофена).
- 19 июля — Хрюкин, Тимофей Тимофеевич, советский военный деятель, лётчик, генерал-полковник авиации, дважды Герой Советского Союза (1939, 1945).
- 25 июля — Виктор Николаевич Беляев, советский авиаконструктор, глава ОКБ-4, профессор, один из основоположников науки о прочности металлических самолётов.